# Orval (cervesa)
Orval (en francès, Brasserie d'Orval) és una cerveseria trapenca belga situada a vora dels murs de l'Abbaye Notre-Dame d'Orval a la regió Gaume de Bèlgica. La cerveseria produeix dues cerveses, ambdues amb el segell d'autenticitat trapenc anomenades Orval i Petite Orval.

## Història
Existeixen proves de l'existència d'activitats d'elaboració de cervesa des de la creació del monestir. Hi ha un document datat de l'any 1628 escrit per l'abat en el qual fa referència al consum de cervesa i vi pels monjos. L'últim dels mestres cervesers a ser monjo va ser el germà Pierre, fins a l'incendi de l'any 1793.
L'any 1931 es va construir la fàbrica actual, donant feina als vilatans amb la intenció de servir de font d'ingressos per a la reconstrucció del monestir. El seu disseny va ser a càrrec d'Henry Vaes, autor també del característic calis o copa Orval. La primera cervesa va sortir de la cerveseria el 7 de maig del 1932 en forma de barrils en comptes de les ampolles actuals. Orval va ser la primera cervesa trapenca que es va vendre a nivell nacional a Bèlgica.
Igual que altres cerveseries trapenques, els beneficis obtinguts amb la venda de cervesa es destinen a sostenir l'activitat monàstica així com diverses obres benèfiques per al desenvolupament de la regió.

## Cerveses

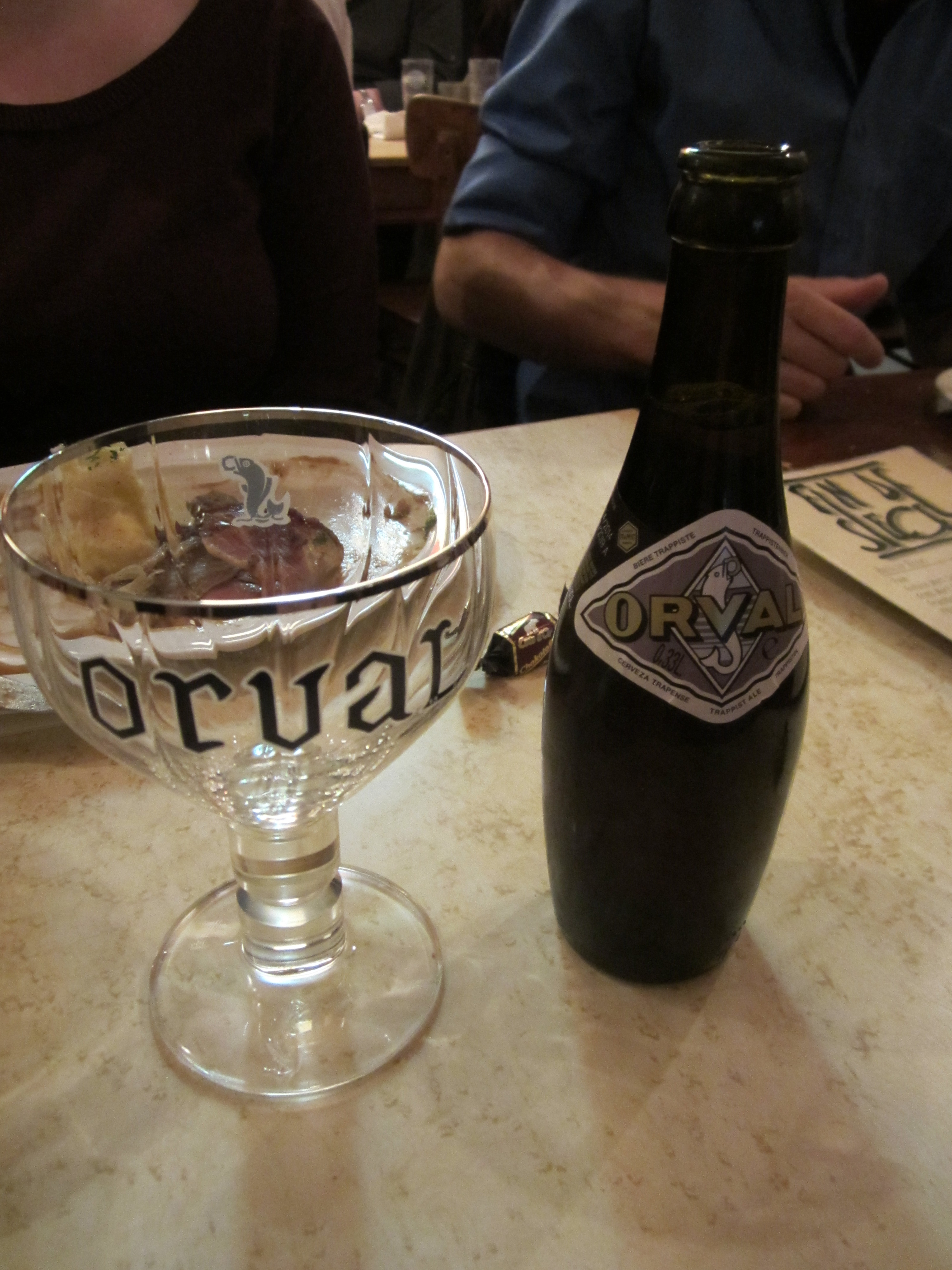
Botella d'Orval amb la seva copa característica.

Orval és la cervesa habitual. Amb 6.2% alc. vol., es va elaborar per primera vegada l'any 1931 i es distingeix de la resta de cerveses trapenques pel seu complex i inusual sabor i aroma produïda per un cep de llevat únic: Brettanomyces lambicus. La cervesa és de color clar, alguna cosa tèrbola i la seva escuma és abundant i sabonosa. L'aroma és complexa i recorda al cuir, espècies i altres components terrosos.
El prestigiós crític Michael Jackson considerava a l'Orval com un «fantàstic aperitiu» i un «clàssic internacional». El seu sabor únic es deu a les dues fases en què es divideix el procés d'elaboració. La primera consisteix en l'ús de la tècnica coneguda com a dry hopping, en la qual grans borses de llúpols són introduïdes en el most al llarg de tres setmanes. El segon és la utilització del llevat Brettanomyces durant aquesta maduració, que és un tipus de llevat de fermentació espontània local. S'usen llúpols de les varietats Hallertau, Styrian Goldings i Strisselspalt, aquest últim d'origen francès.
La cervesa Orval s'embotella exclusivament en una ampolla de terç que crida l'atenció per la seva forma contornejada. La planta d'embotellat té una capacitat de 24000 ampolles per hora. La cervesa madura a 15 °C durant un mínim de quatre setmanes abans de ser distribuïda. La cervesa que es ven en l'abadia o en el cafè local madura durant sis mesos. A causa que la cervesa refermenta en l'ampolla, el seu sabor pot millorar a través de la guarda.
Petite Orval és una cervesa de 3.5% de vol. alc., de consum exclusiu dels monjos (Patersbier). Generalment no sol estar a la venda, però pot trobar-se de vegades en el propi monestir o en el cafè proper al mateix.

## Cerveseria
La cerveseria es troba tancada al públic excepte dos dies a l'any. Avui dia treballen 32 empleats no monàstics.

## Etiqueta

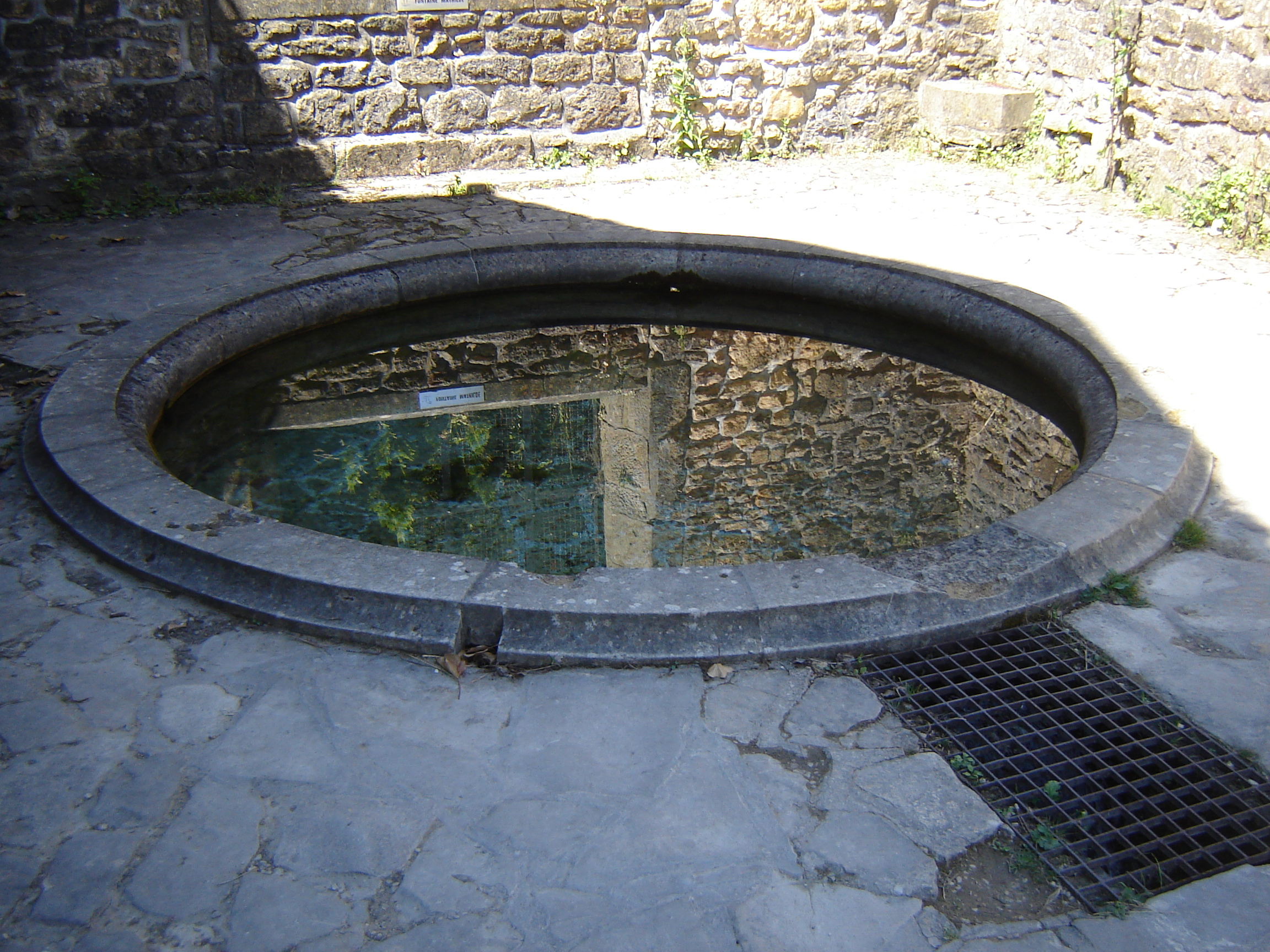
La font de Matilde en les ruïnes de l'antiga abadia.

L'etiqueta de la cervesa mostra una truita amb un anell d'or a la boca, com a símbol de la llegenda sobre la fundació de l'Abadia d'Orval. La comtessa Matilde de Toscana, vídua del duc de la Baixa Lorena, havia deixat caure accidentalment el seu anell de compromís en el riu de la vall. Va resar a Déu i no va passar molt temps fins que una truita va sortir de l'aigua amb el seu anell en la boca. Matilde va exclamar: "Aquest és realment una vall d'or!" ("Val d'Or" significa "vall d'or" i d'aquí va derivar en Orval) i va decidir com a agraïment fundar un monestir en aquest lloc beneït.